# Kengo Nagai
Kengo Nagai (japanisch 永井 堅梧 Nagai Kengo; * 6. November 1994 in der Präfektur Saitama) ist ein japanischer Fußballspieler.

## Karriere
Nagai erlernte das Fußballspielen in der Jugendmannschaft von Mitsubishi Yowa. Seinen ersten Vertrag unterschrieb er 2013 beim Matsumoto Yamaga FC. Der Verein spielte in der zweithöchsten Liga des Landes, der J2 League. 2015 wechselte er für vier Jahre auf Leihbasis zum Drittligisten Kataller Toyama. Für den Verein aus Toyama absolvierte er 91 Ligaspiele. 2019 wechselte er erneut auf Leihbasi zum Zweitligisten Tokushima Vortis nach Tokushima. Giravanz Kitakyushu, ein Zweitligist aus Kitakyūshū, lieh ihn die Saison 2020 aus. Nachdem sein Vertrag Ende der Saison 2020 bei Matsumoto ausgelaufen war, unterschrieb er im Februar 2021 einen Vertrag beim Erstligisten Shimizu S-Pulse. Am Ende der Saison 2022 musste er mit dem Verein als Tabellenvorletzter in die zweite Liga absteigen. Nach dem Abstieg wechselte er im Februar 2023 auf Leihbasis zum Erstligaaufsteiger Yokohama FC. Am Ende der Saison 2023 musste er mit Yokohama als Tabellenletzter in die zweite Liga absteigen. Am Ende der Saison 2024 wurde er mit Yokohama Vizemeister und stieg in die erste Liga auf. Nach Vertragsende bei Shimizu unterschrieb er im Februar 2025 einen Vertrag bei seinem ehemaligen Verein Tokushima Vortis.

## Erfolge
Yokohama FC
- Japanischer Zweitligavizemeister: 2024  ▲